# Gravat químic assistit per metall

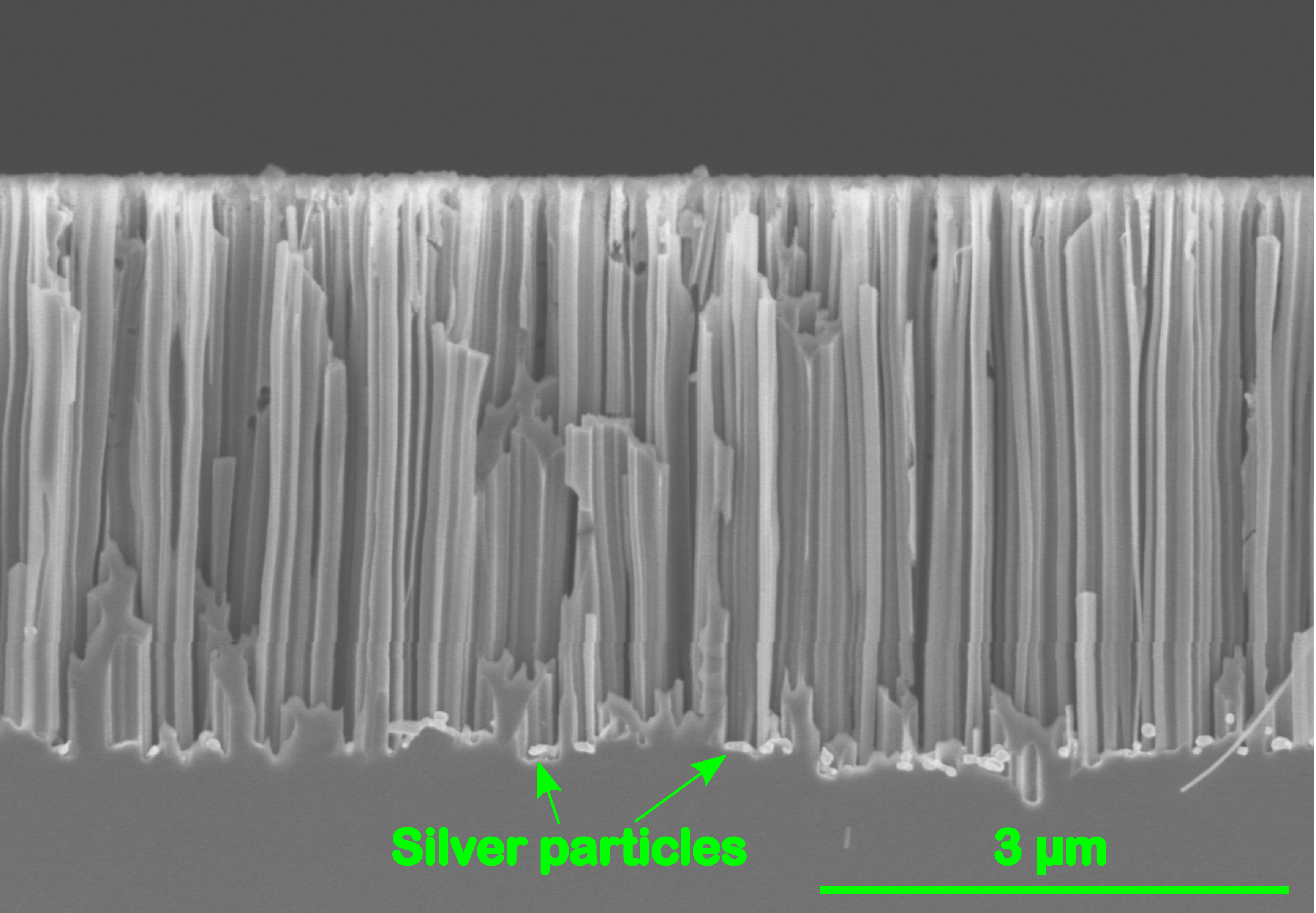
Vista en secció transversal d'una oblia de silici després d'un gravat químic assistit per metall (MACE). La velocitat de dissolució del silici es millora localment a causa de les nanopartícules de plata dipositades inicialment a la superfície. Finalment, les nanopartícules de plata "s'enfonsen" a l'oblia deixant enrere porus columnars.

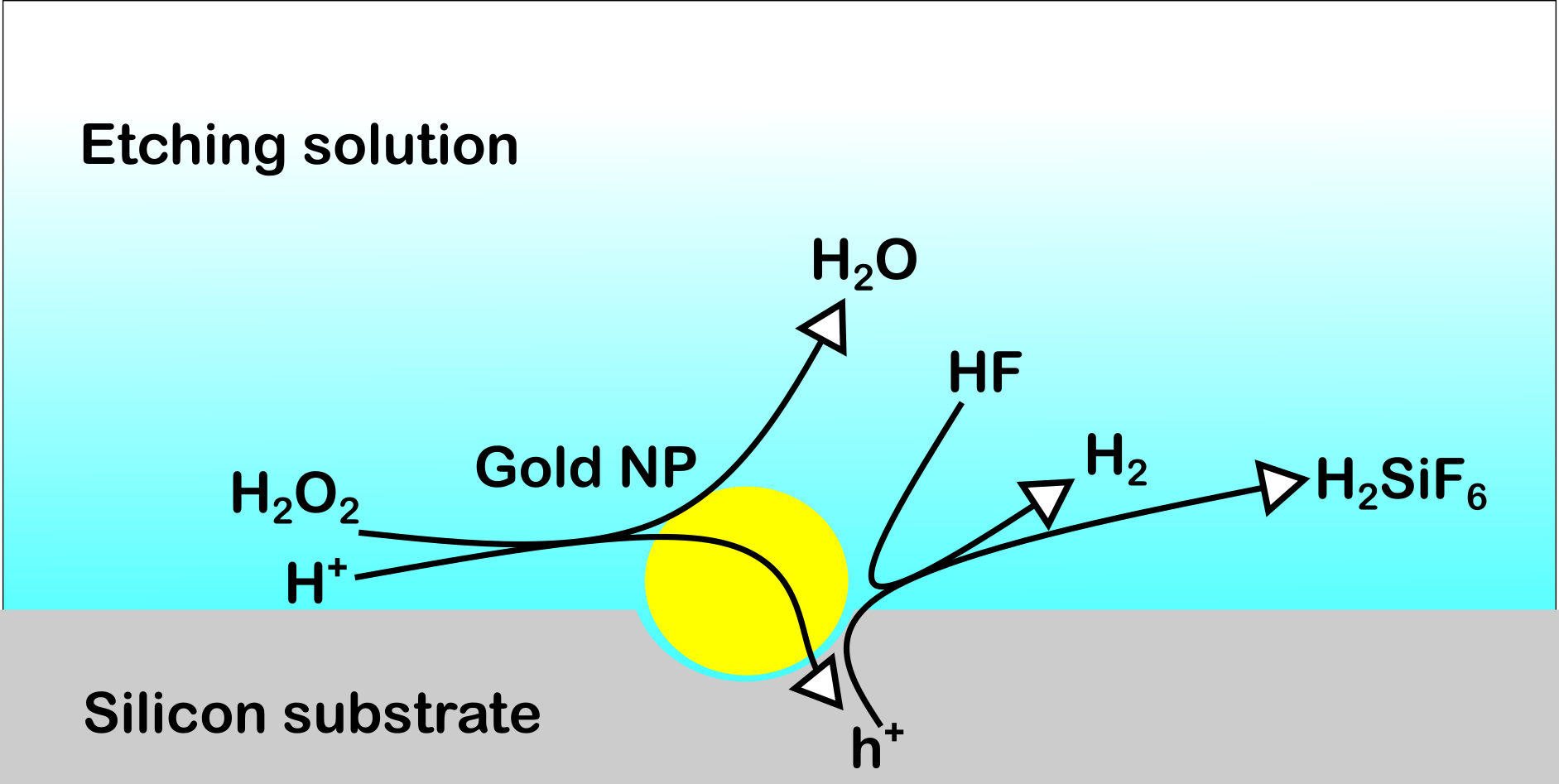
Representació del mecanisme de MACE: La reducció d'un agent oxidant (en aquest cas H₂O₂) es catalitza a la superfície d'una nanopartícula de metall noble (en aquest cas l'or). Per això, s'injecten forats (h^{+}) a la banda de valència del substrat de silici. Aquests forats debiliten els enllaços químics a la interfície silici/solució de gravat i, per tant, es produeix la dissolució del substrat amb HF.

El gravat químic assistit per metall (també conegut com MACE) és el procés de gravat químic humit de semiconductors (principalment silici) amb l'ús d'un catalitzador metàl·lic, normalment dipositat a la superfície d'un semiconductor en forma de pel·lícula fina o nanopartícules. El semiconductor, recobert amb el metall, és submergit després en una solució de gravat que conté un agent oxidant i àcid fluorhídric. El metall a la superfície catalitza la reducció de l'agent oxidant i, per tant, també la dissolució del silici. En la majoria de les investigacions realitzades, aquest fenomen d'augment de la velocitat de dissolució també està limitat espacialment, de manera que augmenta molt a prop d'una partícula metàl·lica a la superfície. Finalment, això condueix a la formació de porus rectes que estan gravats al semiconductor (vegeu la figura de la dreta). Això significa que un patró predefinit del metall a la superfície es pot transferir directament a un substrat semiconductor.
El gravat químic assistit per metall de semiconductors és una tecnologia relativament nova en l'enginyeria de semiconductors i, per tant, encara no és un procés que s'utilitza a la indústria. Els primers intents de MACE van consistir en una oblia de silici que es va cobrir parcialment d'alumini i després es va submergir en una solució de gravat. Aquesta combinació de materials condueix a un augment de la taxa de gravat en comparació amb el silici nu. Sovint, aquest primer intent també s'anomena gravat galvànic en lloc de gravat químic assistit per metall. Investigacions posteriors en aquesta direcció van demostrar que una pel·lícula no densa d'un metall noble que es diposita a la superfície d'una oblia de silici també pot augmentar localment la velocitat de gravat. En particular, es va observar que les partícules de metall noble s'enfonsen al material quan la mostra es submergeix en una solució de gravat que conté un agent oxidant i àcid fluorhídric (vegeu la imatge a la introducció). Aquest mètode s'anomena ara gravat químic assistit per metall del silici. A més del silici, també es van gravar amb èxit altres semiconductors amb gravat químic assistit per metall, com ara el carbur de silici o el nitrur de gal·li, però la part principal de la investigació es dedica al MACE de silici.
També es podria demostrar que tant metalls nobles com l'or, platí, pal·ladi, i plata, com metalls bàsics com el ferro, níquel, el coure, i l'alumini poden actuar com a catalitzadors en el procés.